# (24505) 2001 BZ
(24505) 2001 BZ è un asteroide troiano di Giove del campo greco. Scoperto nel 2001, presenta un'orbita caratterizzata da un semiasse maggiore pari a 5,248424 UA e da un'eccentricità di 0,047945, inclinata di 17,443296° rispetto all'eclittica. Ha un diametro di 31,888 km, un periodo di rotazione di 14,8068 ore  e un'albedo di 0,076.